# یائویی

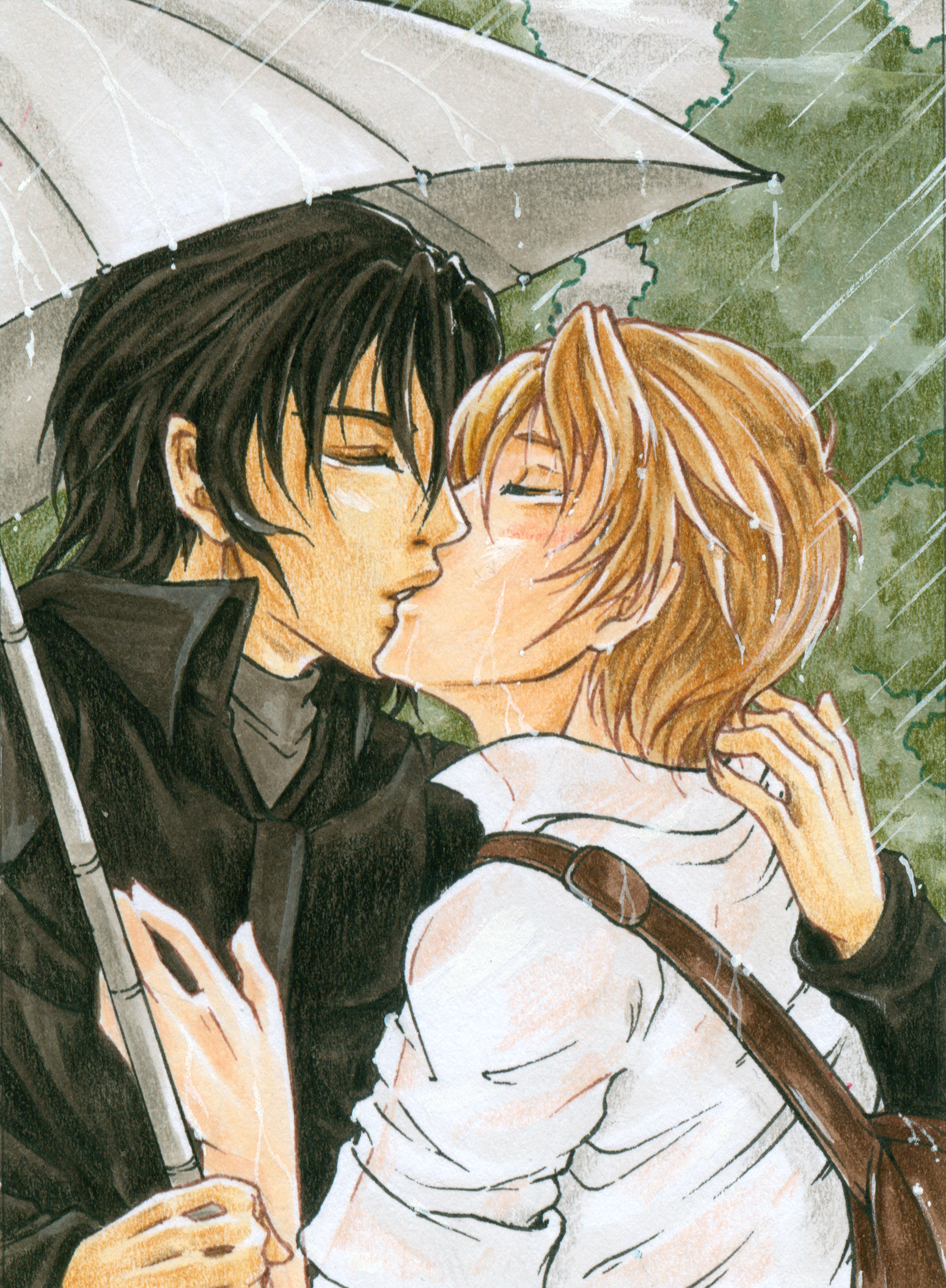
نمونه‌ای از هنر شونن-آی (عشق پسرانه)؛ منتشر شده در مجله آلمانی Animexx

یائویی (به ژاپنی: やおい) (تلفظ به انگلیسی: jaʊi) همچنین شناخته شده به عنوان عشق پسرانه (boys' love) (به ژاپنی: ボーイズ ラブ) یا BL (به ژاپنی: ビーエル) یک ژانر رسانه‌ای داستانیِ سرچشمه گرفته از ژاپن است که موضوع آن روابط هم‌جنسگرایانه میان شخصیت‌های مرد است. این ژانر را نوعاً زنان و برای زنان می‌آفرینند و از فراورده‌های (آثار) رسانه‌ایِ هم‌جنسکامه که برای مردان همجنس‌گرا ساخته می‌شوند، از جمله بارا، متفاوت است؛ اما می‌تواند مردان را نیز شیفته خود کند و مردان همانند زنان می‌توانند چنین فراورده‌های داستانی‌ای را بسازند. این ژانر داستانی گستره‌ای پهناور از رسانه‌ها را در برمی‌گیرد که از جمله آنان می‌توان به مانگا، انیمه، سریال رادیویی، رمان، بازی و فراورده‌های خوانندگان (Fan production) که به این داستان‌های کاربران می‌سازند، دوجینشی نیز می‌گویند.∗اشاره کرد. عشق پسرانه (Boys love) و کوته نوشت آن یعنی BL واژگان ژانری برای این دستهٔ رسانه‌ای در ژاپن هستند و در سالیان اخیر در انگلیسی نیز مورد کاربرد قرار گرفتن
زمینه‌های نوعی در یائویی دربرگیرندهٔ روابط ممنوعه، توصیف تجاوز، تراژدی و بذله‌اند. داستان‌های یائویی و BL گسترهٔ گوناگونی از ژانرها از جمله کمدی، عشق دبیرستانی، درام تاریخی، داستان علمی و تخیلی و داستان کارآگاهی و نیز زیر-ژانرهایی از جمله Omegaverse و شوتاکون را در برمی‌گیرد.
یائویی سرچشمه‌های خود را هم در فرهنگ خوانندگان (که بدون هدف کسب سود است و ویژهٔ هواداران آماتور است) و هم در چاپ بازرگانی (با هدف کسب سود که ویژهٔ مانگا نویس‌های حرفه‌ای است نه هواداران آماتور) می‌یابد. چنان‌که جیمز وِلکِر خلاصه کرده، واژه یائویی به فرهنگ دوجینشیِ∗ پایان دهه ۱۹۷۰ و آغاز دهه ۱۹۸۰ بازمی‌گردد و کوته نوشت (مخفف) واژگان "yamanashi ochinashi iminashi" (به معنای بدون اوج، بدون مکان، بدون معنا) است، و راهی بود خود-تحقیر کننده∗ برای اشاره به دستاوردهای هنری آماتوری که مانگا و انیمهٔ رایج را (توسط هواداران آماتور) مورد نقیضه قرار می‌دادند، آنهم با ترسیم شخصیت‌های مردِ این مجموعه‌های محبوب در حالتی پنهانی یا آشکارا سکسی. در ژاپن به‌کارگیری واژه یائویی برای اشاره به دوجینشیِ نقیضه ای هنوز رایج است. در چاپ بازرگانی، سرچشمه‌های این ژانر می‌توانند به شونن آی (shōnen'ai) بازگردند که گونه ای ژانر مانگای پسر خوشگل است که در آغاز دههٔ ۱۹۷۰ در مجلات شوجو مانگا آغاز به پیدایش کردند. از دهه ۱۹۷۰ تا ۱۹۸۰، واژگانِ دیگری مانند تنبی (Tanby)و جونه (June) نیز در اشاره به گسترش‌های خاصی که در ژانر رخ دادند ظاهر شدند. اما در آغاز دهه ۱۹۹۰ این واژگان با بازرگانی [و نیز سکسی تر] شدنِ هرچه بیشترِ هم جنس کامگیِ مرد-مرد رو به ناپدیدی نهادند. (در بخش «تاریخچه و زبان‌شناسی» روشنگری بیشتری در این باره خواهد آمد)
یائویی هم‌اکنون حضور جهانی نیرومندی دارد. فراورده‌های (محصولات) یائویی در سراسر قاره‌ها در زبان‌های گوناگون هم به وسیله جواز و توزیع بین‌المللی و هم به وسیلهٔ دست به دست کردن هوادارانشان در دسترس هستند. پژوهشگران و روزنامه نگاران در سراسر جهان آثار یائویی، فرهنگ و شیفتگان این آثار را مورد پژوهش و کاوش نیز قرار داده‌اند.
می‌توان به انیمه‌های love stage و super lovers برای ژانر یائویی اشاره کرد.

## تاریخچه و زبان‌شناسی کلی
ژانری که هم‌اکنون عشق پسرانه، BL، یا یائویی خوانده می‌شود از دو منبع سرچشمه می‌گیرد. نویسندگان زنی که برای مجله‌های شوجو مانگا (دخترانه) می‌نوشتند، در آغاز دهه ۱۹۷۰ داستان‌هایی چاپ کردند که رابطه افلاطونی بین پسران جوان را به نگارش می‌کشیدند و به عنوان تَنبی (زیبایی‌شناسی) یا شونن آی (عشق پسرانه) نامیده می‌شدند. در پایان این دهه و در ورود به دهه ۱۹۸۰، زنان و دخترانی که در بازار مکاره‌های دوجینشیِ (فن فیکشن) ژاپن کار می‌کردند آغاز به آفرینش نقیضه‌هایی سکسی از پسران دوست داشتنیِ داستان‌های انیمه و مانگا کردند که در آنها شخصیت‌های مرد [از سطح عاشقان افلاطونی که صرفاً جنبهٔ زیبایی‌شناسی شان مورد توجه بود] به سطح گی‌های عاشق رانده شدند. در پایان دهه ۱۹۷۰ مجلاتْ خود را به این ژانر نوپا اختصاص دادند و در دهه ۱۹۹۰ واژهٔ «عشق پسران» یا BL ساخته شده و به واژه مسلطی برای این ژانر تبدیل شد. [بنابراین] یائویی از مانگای زنانه و دخترانه سرچشمه می‌گیرد و هنوز هم مورد توجه هواداران شوجو مانگا و جوسی مانگا (دخترانه) هستند، با این حال امروز دیگر به عنوان یک ردهٔ جدا از آنان در نظر گرفته می‌شود.
مانگای زنجیره. ای (سریالی) " Kaze to Ki no Uta" نوشتهٔ "کِیکو تاکه میرا" که در ۱۹۷۶ برای نخستین بار چاپ شد به خاطر نگارش «روابط آشکار سکسی» میان مردان [و] کمکی که به گسترش ژانر عشق پسرانه در شوجو مانگا و همین‌طور گسترش کامیک‌های آماتورِ آشکارا سکسی کرد، یک هنجارشکنی اساسی محسوب می‌شد. مانگا نویسِ زنِ برجستهٔ دیگری به نام کارو کوریموتو، در پایان ۱۹۷۰، تک داستان‌های شونن آی (پسرانه) ای نوشت که به نوبهٔ خود به عنوان «پیش‌درآمدی بر یائویی» انگاشته شدند.
واژهٔ یائویی سرواژه‌ای است که در پایان دهه ۱۹۷۰، یاسوکو ساکاتا و آکیکو هاتسو با کنار هم نهادن واژگان Yama nashi, ochi nashi, imi nashi ساختند که به ترتیب به معانی "بدون سر، بدون شاه‌بیت، بدون معنا است. این واژگان نخستین بار به عنوان یک «به‌گویی برای محتوا[ی جنسی]» به کار برده شد و نشان‌گر این هستند که یائویی چگونه (بر خلاف شونن-آیِ سختْ‌فهم که مانگانویسانِ زنِ گروه سال ۲۴∗ می‌آفریدند) بر بخش‌های مهیج و سکسی متمرکز است.» کوبوتا میتسویوشی می‌گوید که اوسامو تزوکا از واژگان Yama nashi, ochi nashi, imi nashi برای طرد مانگای «بی‌کیفیت» بهره گرفت و این واژگان را مانگا نویسانِ نخستین به سرقت بردند و مورد استفاده قرار دادند. در سال ۱۹۹۸ واژهٔ یائویی حالا دیگر «برای همگی هواداران مانگا شناخته شده بود». یک سرواژهٔ دیگرِ خنده آمیز که در میان فوجوشی‌ها (زنان هوادار یائویی) کاربرد دارد Yamete, oshiri ga itai است که به معنای «بس! مقعدم پاره می‌شود!» است. در دهه ۱۹۸۰ این ژانر (یائویی) برای نخستین بار در قامت یک انیمه نیز نشان داده شد که شامل موارد زیر بود: پاتالیرو (۱۹۸۲) که روابط عاشقانه میان دو شخصیت داستان را مطرح کرد، اقتباسی از [داستانِ] کازه تو کی نو اوتا (۱۹۸۷) و اِرتیان (۱۹۸۹) بود که در فرمت اووی‌ای (رسانه خانگی) پخش شدند.
پیش از گسترش و محبوب شدن واژهٔ یائویی، محصولات این ژانر نوپا، جونه (به ژاپنی: ジュネ و به انگلیسی: juné) خوانده می‌شدند که نام مجله ای بود که نوشتارهای تنبی (به ژاپنی: 耽美 تلفظ به انگلیسی: tanbi و به معنای زیبایی‌شناسی) در مورد پیوندهای عاشقانهٔ مرد-مرد چاپ می‌کرد و نام خود را از داستان‌های هم‌جنس‌کامهٔ نویسنده فرانسوی، ژان ژنه گرفته بود. در چین اما واژهٔ danmei مورد کاربرد است که از تنبی (tanbi) سرچشمه گرفته‌است. واژهٔ «مانگای بی‌شونن» در دهه ۱۹۷۰ مورد کاربرد قرار گرفت اما در دهه ۱۹۹۰ زمانی که مانگا در این ژانر آغاز به آفرینش قهرمانانی فراتر از پسران نوجوان سنتی کرد، از کاربرد افتاد. واژهٔ جونه نیز جای خود را به «عشق پسرانه» یا BL سپرد که تا کنون نام آورترین واژه در ژاپن مانده‌است. میزوگوچی حدس می‌زند که ناشرانی که مایل به جای پا بازکردن در مجله جونه بودند واژهٔ «عشق پسرانه» را برای جدا کردن ژانر از ناشر (که نام آن نیز جونه بود) آفریدند.
در حالی که یائویی در باختر زمین واژه‌ایی چتری∗ است برای مانگای زنانه یا کامیک‌های متأثر از ژاپن که دربرگیرندهٔ روابط مرد-مرد هستند و ترجیحاً ناشران آمریکایی مانگا برای آثار هنری. ای از این دست به کار می‌برند، ژاپنی‌ها از واژهٔ یائویی برای اشاره به دوجینشی∗ و فراورده‌هایی که بر صحنه‌های جنسی تمرکز می‌کنند، بهره می‌گیرند. در هر دو کاربرد، یائویی یا عشق پسرانه از ژانر گی کومی (gei comi) یا بارا (bara) که روابط سکسی مردان گی را مجسم می‌کند که مردان گی و برای آنها می‌نویسند، جدا است. در غرب، واژهٔ هنتای گاهی برای اشاره به بی پرده ترین[و سکسی‌ترین] آثار به کار می‌رود. کاربرد واژهٔ یائویی برای اشاره به چنین فراورده‌هایی با صحنه‌های بی پرده [و سکسی] گاهی با کاربرد این واژه برای اشاره به ژانر به عنوان یک کل در تضاد است؛ و سبب در هم آمیختگی نویسندگان ژاپنی و غربی یا در هم آمیختگی هواداران غربی ای که بر کاربرد مناسبِ واژگان ژاپنی پافشاری می‌کنند و آنانی که از گونهٔ غربی‌شده‌اش استفاده می‌کنند، می‌شود. هواداران غربی می‌توانند همچنین یائویی را به عنوان برچسبی برای انیمه یا اسلش فیکشن∗ای که بر پایه مانگا نوشته شده باشد، استفاده کنند. در ژاپن، واژهٔ یائویی گاهی به صورت ۸۰۱ نیز نوشته می‌شود، که می‌تواند با زبان بازیِ ژاپنی، یائویی خوانده شود: خوانشِ کوتاهِ عدد هشت می‌شود "ya"، عدد صفر می‌شود "o" (که از باختر زمین سرچشمه گرفته‌است) و عدد یک نیز می‌شود "i" که از سرهم نهادن آنان yaoi ساخته می‌شود.

## مفاهیم

### شونن-آی
واژهٔ شونن-آی (عشق پسرانه) در اساس در پیوند با واژهٔ جوان خواهی یا شاهدبازی در ژاپن است اما از آغاز دهه ۱۹۷۰ تا پایان دهه ۱۹۸۰، برای روشنگری (تشریح) ژانر نوپای شوجو مانگا_ که برای نخستین بار نویسندگان زنِ گروه سال ۲۴∗ به کار بردند و در مورد پسران خوشگلی بود که درگیر عشق می‌شوند_ به کار رفت. ویژگی‌های برجستهٔ شونن-آی شامل غیر منتظرگی، روی دادنِ بیشترِ حوادث در اروپا، و آرمان‌گرایی هستند. [پروفسور]جفری آنجلس به ویژه از شوجو مانگای «قلب توماس» (۱۹۷۴) نوشتهٔ موتو هاجیو و «کازه تو کی نو اوتا» (۱۹۸۴_۱۹۷۶) نوشتهٔ کیکو تاکه میرا به خاطر توصیف و نگارش دوستی‌های آتشین بین مردان که دربرگیرندهٔ حسادت و هوس بودند، به عنوان هنجارشکنی (نقطه عطف) یاد می‌کند.
گمان بر این است که شونن-آی از دو جا سرچشمه می‌گیرد: آکیکو میزوگوچی سرچشمهٔ نخست را رمان‌های تنبیِ موری ماری می‌داند. واژهٔ تنبی (tanbi) چنان‌که اشاره شد، در مورد داستان‌هایی که برای و دربارهٔ پرستش زیبایی، و پیوندهای رمانتیک میان مردان بزرگتر و جوانان زیبارو _که به زبان پیچیده و نامعمول کانجی نگاشته شده‌اند_ به کار می‌رفت. موری ماری در کویبیتو تاچی نو موری (به ژاپنی: 恋人たちの森, / به انگلیسی: A Lovers' Forest / به پارسی: جنگل عُشاق) که به عنوان اولین فراوردهٔ هنری یائویی شناخته می‌شود، از زبان کانجیِ بس نامعمولی برای شخصیت‌های داستانش بهره گرفته بود. دومین سرچشمهٔ  این واژه این است که در آغاز برای توصیف و روشنگری سبک نوشتار متمایز یک نویسنده، برای نمونه سبک یوکیو میشیما و جون‌ایچیرو تانیزاکی، مورد کاربرد قرار گرفت. میزوگوچی پیوند و ارتباط میان این واژه (شونن-آی) با داستان‌های مرد-مرد را نیرنگ و فریب می‌داند اما در عین حال می‌گوید «این واژه گسترده‌ترین واژهٔ مورد کاربرد در آغاز دهه ۱۹۹۰ بود». مینوری ایشیدا نشان می‌دهد که «داستان‌های نخستینِ عشق پسرانه» از داستان‌های اروپایی در مورد «پسران زیبارو» و نوشته‌های تاروهو ایناگاکی الهام گرفته بودند.کارولا باوئر از ژانر آلمانی رمان تربیتی به عنوان تأثیری بر شونن-آی یاد می‌کند.
کازوکو سوزوکی شونن-آی را «خشک و آکادمیک» و «سخت فهم» توصیف می‌کند و می‌گوید که [فهم] این ژانر نیازمند «داشتن آگاهی پیشین در مورد ادبیات کلاسیک، تاریخ و دانش» بوده و سرشار از «اندیشه‌های فلسفی و انتزاعی» است. شونن-آی خوانندگان جوان را به چالش کشاند، خوانندگانی که اغلب تنها با بالا رفتن سن و سالشان قادر به فهم منابع و درون مایه‌های ژرف‌تر این ژانر بودند. گالبرایت شونن-آی را به عنوان «محتوای اصیلی که می‌تواند در ریتم و درون مایه، به حد ادبیات جدی و رسمی برسد» تعریف کرده‌است، یعنی درست بر خلاف یائوییِ شاد و سردماغ‌آورتر. در پایان دهه ۱۹۸۰، محبوبیت شونن-آیی که نویسندگان حرفه‌ای چاپ می‌کردند رو به کاهش گذاشت و [در عوض] یائوییِ دوجینشی (که نویسندهٔ آماتور آن، ناشر نیز بود) رو به محبوب‌تر شدن نهاد.
هواداران غربی گاهی واژگان یائویی و شونن-آی را برای تمایز گذاری میان دو ژانر به کار می‌برند. در این مورد، یائویی برای توصیف و روشنگریِ داستان‌هایی که پیش از هر چیز زمینه‌های بی پردهٔ سکسی و صحنه‌های جنسی را نشان می‌دهند، به کار می‌رود؛ در حالی که شونن-آی برای اشاره به داستان‌هایی که پیش از هر چیز بر عشق تمرکز کرده و محتوای جنسیِ رُک را حذف می‌کند، به کار می‌رود؛ هر چند در اینگونه داستان‌ها نیز ممکن است به کارهای سکسی اشاره ای شود.

### seme و uke

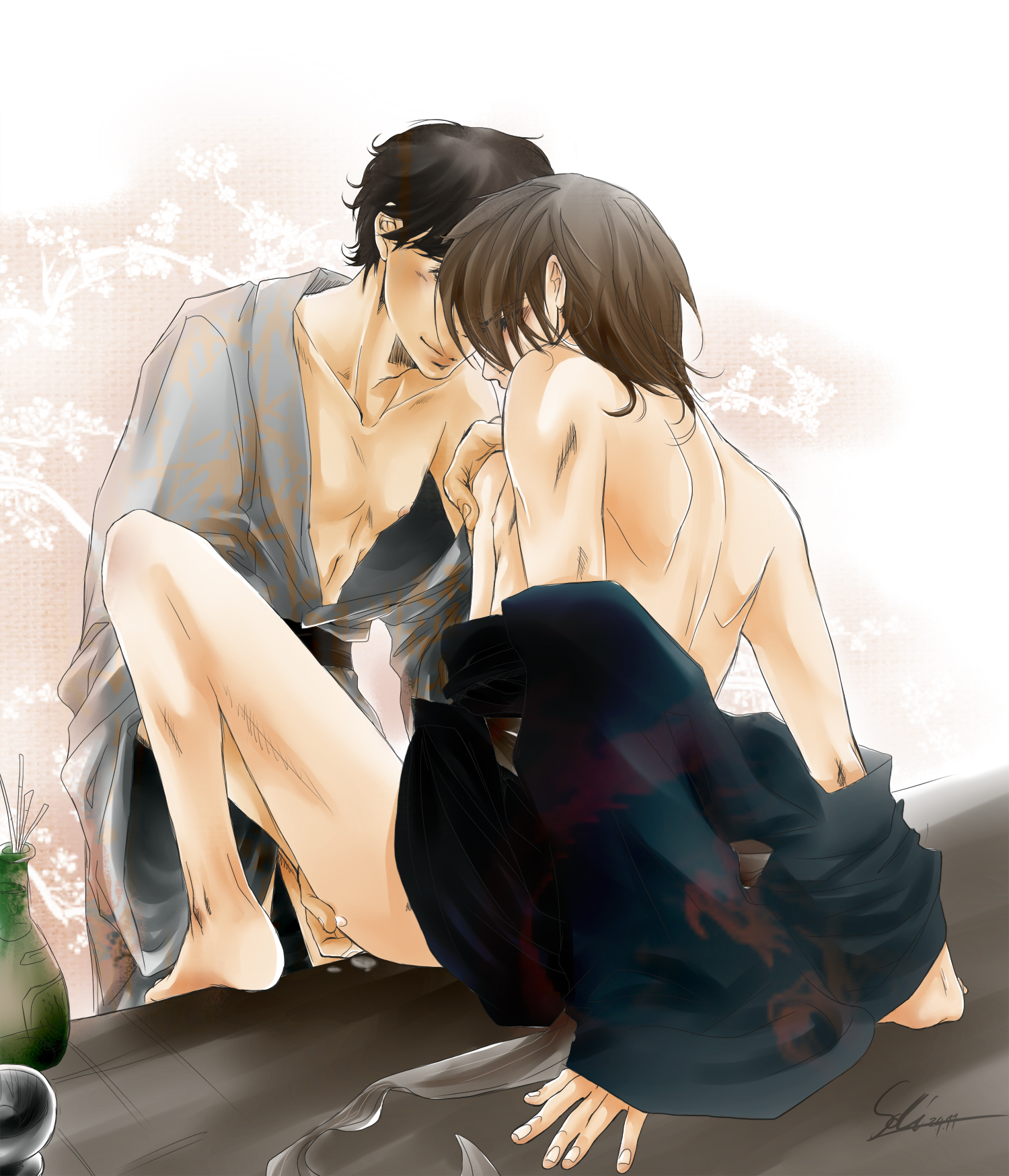
اثری یائویی که یک seme (در چپ) و یک uke (در راست) را نشان می‌دهد.

دو شخص در ژانر یائویی (و تا اندازه ای کمتر در یوری) که در رابطهٔ جنسی مشارکت می‌جویند، اغلب به نام‌های seme (کننده یا top) و uke (شونده یا bottom) خوانده می‌شوند. این واژگان از هنرهای جنگی سرچشمه گرفته‌اند: seme از فعلی سرچشمه می‌گیرد که معنای «یورش بردن» می‌دهد، در حالی که uke از فعل «دریافت کردن، گرفتن» سرچشمه می‌گیرد و در زبان عامیانهٔ همجنسگرایی ژاپنی در معنای دریافت کنندهٔ آلت یا شونده (bottom) در آمیزش مقعدی به کار می‌رود. [پروفسور] آلئاردو زانگلینی بر این گمان است که واژگان هنرهای جنگی برای یک خواننده ژاپنی اهمیتی بسزا دارند به گونه ای که الگوی نخستینِ روابط همجنسگرایی در ژاپن، خود محتوی عشق بین سامورایی‌ها و همراهان همجنس آنان بود. seme و uke اغلب به سبک بی‌شونن و به شدت آرمانگرایانه نگاریده می‌شوند و آمیزه ای از هر دوی ویژگی‌های مردانگی و زنانگی اند.
زانگلینی گمان می‌کند که الگوی مثالی یک سامورایی خود مسبب «ساختار سلسله مراتبی و تفاوت سنی» در برخی روابط [جنسی ای] است که در یائویی و BL ترسیم می‌شود. در بیشتر موارد seme به عنوان مردِ مثالیِ فرهنگ انیمه و مانگا ترسیم می‌شود: خویشتن دار، نیرومند از دیدگاه بدنی، و نگهبانِ شریک جنسی اش. seme به‌طور کلی از نظر سنی بزرگتر و نیز بلند قامت تر، چانه‌ای سفت‌تر، موهای کوتاه‌تر، چشمانی کوچکتر، ویژگی‌های قالبی مردانه‌تر و رفتاری شاه نرینه تر از uke دارد. seme معمولاً uke را دنبال می‌کند، کسی که اغلب بدنی نرم‌تر، آندروجین، ویژگی‌های زنانه، با چشمانی بزرگتر و ساختاری کوچکتر دارد و از دیدگاه بدنی از seme ناتوان‌تر است. راه دیگری که نقش‌های seme و uke را به ما می شناسانَد، این است که ببینیم کدام یک در روابطی که با دیگری دارد، مسلط و فرادست است _آن شخصیتی می‌تواند نقش uke را ایفا کند که (حتی اگر نماینده ویژگی‌های زنانه نباشد) به سادگی با شریک خود قیاس شده و شخصیت فرادست‌تر و مردانه‌تر را دنبال کند.
یک مفهومِ یائوییِ همسان با seme و uke، مفهوم tachi و neko است، هر چند با آن یکی نیست. این جفتِ الگویی بیشتر در آثار یائویی کهن به کار می‌رفت _در یائویی امروزی، این جفتِ مفهومی اغلب در جفتِ مفهومیِ seme و uke تحلیل رفته یا اینکه دیگر نیازی به یادکردن از آن نیست. واژهٔ tachi به عنوان آن عضوی در رابطهٔ آمیزشی که شریکِ کنش پذیرِ خود (یعنی neko که برابر با uke امروزی است) را دنبال می‌کند، مفهوم شده‌است. آن پسر گِی که از پسر (مرد) دیگر درخواست [سکس] می‌کند، نه تنها می‌تواند برانگیزانندهٔ رابطه جنسی باشد بلکه همچنین از احساسِ داشتنِ نقشِ یک شونده (bottom) لذت می‌برد.
آمیزش مقعدی، زمینه ای رایج در یائویی است به طوری که تقریباً همگی داستان‌ها [ی این ژانر]، به نحوی بدان اشاره می‌کنند. آن جای خط داستان که در آن uke نسبت به آغازیدن آمیزش مقعدی با seme بی میل است، شبیه است به بی میلی خواننده [ی داستان] به داشتن رابطهٔ آمیزشی با کسی دیگر برای نخستین بار. [پروفسور] زانگلینی می‌نویسد که تشریح آمیزش مقعدی تقریباً همواره شخصیت‌ها (seme و uke) را رو در روی یکدیگر قرار می‌دهد، تا شیوه سگی. زانگلینی همچنین می‌نویسد که uke به ندرت کار آلت لیسی بر روی seme را انجام می‌دهد، بلکه به جای آن جذابیت سکسی و عاشقانهٔ شریکش را دریافت می‌دارد.
امکان جا به جایی نقش‌های seme و uke اغلب منبعی برای شوخی و برانگیزش جنسی برای شخصیت‌ها است. گاهی شخصیت شونده (bottom) در رابطهٔ جنسی یک کننده (top) خواهد شد؛ یا هر دو نقش جنسی خود را با یکدیگر جا به جا خواهند کرد. ریبا (به ژاپنی: リバ که کوته نوشت واژهٔ انگلیسی Revesible به معنای دگرگون شونده، تغییر پذیر است) برای تشریح جفتی که امکان دارد نقش‌های seme و uke خود را عوض کنند، به کار می‌رود. در نوع عام دیگری از شخصیت‌ها، نویسنده از شکل‌دادن سنتی به seme و uke خودداری می‌کند و هر دو عاشق را به صورت «پسران خوشگلِ به یک اندازه جذاب» ترسیم می‌کند. در این مورد، هر یک از دو نفری که معمولاً نقش اصلی را دارد، در فرایند آمیزش نقش کنش‌پذیر (bottom) را ایفا خواهد کرد.

### بارا
هر چند گاهی منتقدان غربی بارا را با یائویی آمیخته و یکی انگاشته‌اند، اما مانگای مردان گی یا gei comi (عشق مردانه یا Men's Love یا ML به انگلیسی و بارا به ژاپنی) برای خواننده مرد گی و نه خوانندهٔ زن فراهم می‌شود و در ابتدا بیش از هر چیز خالق آنها هنرمندان مرد گی یا دوجنس‌گرا (از جمله گنگورو تاگامه) هستنپ و در مجله‌های مردان همجنسگرا به صورت دنباله‌دار (سریالی) به چاپ می‌رسد. بارا یک ژانر جاویژه بازاریِ کوچکتر از یائویی در ژاپن است. بارا دربرگیرندهٔ زیر_ژانر seijin (تن‌کامگی مردانه) برای مردان همجنسگراست و بیشتر شبیه به کامیک‌های برای مردان (سینن) است تا کامیک‌هایی که برای خوانندگان زن نوشه می‌شوند (شوجو/جوسی). شماری اندک از آنها مجوز انتشار یافته یا برای بازارهای انگلیسی زبان ترجمه شده‌اند.
بارا بازآفرینی نقش‌های جنسی دگرجنس‌گراهنجارِ بین seme ی مردوار و uke ی زن وار که در یائویی برجسته است را هدف نمی‌گیرد. مانگای مردان گی کمتر صحنه‌های «گریه‌های مهارنشدنی یا وقفه‌های تأمل در خود» را در بر می‌گیرد و کمتر از یائویی در پی «به دست دادن شناخت کلی از شخصیت‌ها» پیش از وقوع صحنه‌های سکسی است. مردان در کامیک‌های بارا شباهت بیشتری به مردانگی در رفتار دارند و به عنوان «پُر مو، بسیار عضلانی، یا با اندکی اضافه وزن» شبیه به بیف‌کیک یا خرس نگاریده می‌شوند. هر چند بارا معمولاً رمانتیسم گی و محتوای بزرگسالانه را در بر می‌گیرد که گاهی شامل خشونت یا سوء استفاده است اما در بیشتر موارد جهان واقعی یا زمینه‌های اتوبیوگرافیک را بررسی و ارزیابی می‌کند و تابوی همجنس‌گرایی در ژاپن را به رسمیت می‌شناسد. گاچی موچی (gachi muchi) به معنای عضلانی و چاق، زیر-ژانری برای عشق پسرانه (boys' love) است و در میان هواداران انگلیسی زبان، بارا نامیده می‌شود؛این ژانر نمایانگر یک میانبُر بین بارا و یائویی است؛ و از لحاظ نویسندگان، هنرمندان و سبک هنری با آن دو اشتراک قابل توجهی دارد. این زیر-ژانرِ نوپای عشق پسرانه با اینکه هنوز به جهت زنان آفریده شده، ویژگی‌های بدنی مردانه‌تر را ترسیم می‌کند و بیشتر احتمال دارد نویسندگان و هنرمندان مرد همجنسگرا نوشته باشند؛ و نیز تصور می‌شود که آمیزه ای از مخاطبان گی را فریفته خود کند. پیش از گسترش گاچی موچی، بزرگ‌ترین همپوشانی و اشتراک بین نویسندگان یائویی و بارا در آثاری بود که زمینهٔ بی‌دی‌اس‌ام داشتند. مانند Zettai Reido؛ مجله‌ای گلچین که آشکارا شمار زیادی نویسندهٔ مرد داشت. چندین تن از نویسندگانِ زنِ یائویی که آثار یائویی با زمینهٔ BDSM نگاشته بودند، برای نوشتن داستان‌های بارا با زمینهٔ BDSM نیز استخدام شده‌اند.

## عناصر درون مایه ای

### کمبود شخصیت‌های زن
شخصیت‌های زن اغلب یا نقش‌های بسیار کمی در یائویی دارند یا غایب اند. سوزوکی می‌نویسد که به ویژه مادران در چهره ای منفی نگاشته می‌شوند، چنان‌که در مورد Zetsuai 1989 دیده می‌شود یعنی زمانی که شخصیت اصلی به عنوان یک کودک می‌بیند که مادرش، پدرش را می‌کُشد. سوزوکی بر این گمان است که علت آن اینست که شخصیت، و همین‌طور خوانندهٔ داستان، در پی جبران نبودِ مهرِ مادریِ بی قید و شرط با عشقی سوزان [و البته] «قدغن» هستند که در یائویی دیده می‌شود. ناریکو انوموتو، یک نویسندهٔ یائویی، می‌گوید که زمانی که زنان در یائویی نگاریده می‌شوند، «کمکی نمی‌کند اما به طرزی رازآمیز داستان را واقعی جلوه می‌دهد». زمانی که هواداران [ــِـ آماتور]، یائویی را [با تقلید استهزاآمیز] از مجموعه‌هایی [نظیر انیمه‌های محبوب] که شخصیت‌های زن دارند، می‌آفرینند (همان‌طور که در آغاز این مقاله گفته شد، یائویی در اساس تقلیدی طنز آمیز از مانگا و انیمه‌های محبوب بود که هواداران آماتور آفریده‌اند)، نقش زن یا کاهش می‌یابد یا اینکه کشته می‌شود. یوکاری فوجیموتو می‌گوید که «به نظر می‌رسد یائویی و شخصیت‌های زنِ دوست داشتنی با یکدیگر ناهمخوان و متقابلند».
شونن-آی (عشق پسرانه)های آغازین و یائویی به عنوان زن‌ستیز نگریسته شده‌اند، اما ویم لانسینگ از کاهش پیام‌های زن ستیزانهٔ شخصیت‌ها یاد می‌کند و گسترش ژانر یوری را به عنوان نشانه‌ای از کاهش زن ستیزی می‌نگرد. همچنین هواداران یائویی به عنوان «مهاجرانی» که فرهنگ چیرهٔ جامعه را ترک گفته‌اند، نگریسته می‌شوند؛ [فرهنگی] که در این پارادایم به نحوی سرشتین و بنیادین، زن ستیز است. در سالیان اخیر، داشتن یک شخصیت زن که دو شخصیت داستان را پشتیبانی و حمایت کند، رو به محبوبیت گذارده‌است. یائویی نویسی به نام فومی یوشیناگا در کارهایش معمولاً دست کم یک شخصیت زنِ پشتیبان و دلگرمی دهنده را جای می‌دهد.

### برابری گی
داستان‌های یائویی به صورت نیرومندی هم-اجتماع گرا (homosocial) هستند که به مردان آزادی می‌دهند به یکدیگر بپیوندند و با هم هدف‌های مشترکی دنبال کنند چنان‌که در دوجینشی های∗ کاپیتان سوباسا دیده می‌شود؛ یا ممکن است با یکدیگر رقیب باشند چنان‌که در Haru Wo Daiteita دیده می‌شود. پیوند روحی و همسانیِ زوج ها[ی هم جنس] بر سلسله مراتب نیروی مرد-زن چیره می‌شود. بسیاری از زوج‌هایی که در داستان‌های سنتی یائویی نگاریده شده‌اند بایستی برای با هم بودن، بر مانع‌هایی که بیشتر روحی و احساسی هستند تا فیزیکی، چیره آیند. درون مایهٔ پیروزی قهرمان در یائویی با داستان‌های عامیانهٔ باختر زمین قیاس شده‌اند؛ به طوری که دومی گرایش به برانگیختن وضع موجود دارد اما یائویی راجع به شهوت و در پی «کشف، (و نه محصور کردن) فرصت هاست». آکیکو میزوگوچی می‌نویسد که هرچند [بهره‌گیری از] همجنسگرایی برای ژرفابخشی به تنش‌های عشقی همچنان «شرم آور» توصیف می‌شود، یائویی به‌طور فزاینده ای داستان‌های با مضمون آشکارسازی و پذیرش گام به گامِ شخصیت‌ها[ی همجنسگرا] در جمع بزرگتر را می‌نگارد؛ که از آن جمله می‌توان به مانگای آبی رخشنده (Brilliant Blue) اشاره کرد.
میزوگوچی بر این گمان است که یائویی توصیفی خیلی گی-دوستانه تر از جامعهٔ ژاپن را ارائه می‌کند، که ادعا می‌کند شکلی از کنشگرایی در میان نویسندگان یائویی است. برخی داستان‌های درازتر یائویی از جمله FAKE و Kizuna، زوج [ــِ همجنس] را در وضعی ترسیم می‌کنند که دوتایی در حال حرکت و کنش اند. هر چند شخصیت‌های مرد گی در مانگای یائویی برجسته شده‌اند، مانگای یائویی به ندرت با حقیقتِ همجنس‌گراهراسی در جامعهٔ ژاپن به روشنی رویارویی می‌کند. به گفته هیساکو میوشی، سردبیر شرکت انتشاراتی مانگای Libre Publishing، در حالی که یائوییِ سابق «بیشتر بر شیوهٔ زندگی همجنسگرایانه از دیدگاهی واقع گرا» تمرکز داشت، با گذشت زمان بار واقعگراییِ [این] ژانر رو به کاهش نهاد و جنبه طنز آن رو به فزونی نهاد و داستان‌ها [اکنون] «صرفاً برای تفریح» اند. مانگای یائویی اغلب رویه‌های فانتزیک، تاریخی یا فوتوریستی دارد و بسیاری از هوادارانْ به [این] ژانر به مثابه یک «فانتزی فرار از واقعیات» می‌نگرند. همجنسگراهراسی زمانی که به عنوان یک موضوع ارائه شود، به مثابه یک شگرد پی‌رنگ به کار می‌رود تا «درام را ژرفا بخشد» یا اینکه پاکی و معصومیتِ عشقِ قهرمان را نشان دهد. مت تورن حدس زده‌است که خوانندگان ژانر یائویی _ژانری که در ابتدا روایت‌های رمانتیک [و سکسی] را می‌نگارد_ ممکن است به واسطهٔ [وجود] درون مایه‌های سیاسی نیرومندی مانند همجنسگراهراسی [که در داستان دیده می‌شود]، از حالت برانگیختگی جنسی خارج شود. ماکوتو تاتنو، دودلی و تردید خود را نسبت به اینکه تمرکز بر روی مسائل واقعی گی «به یک گرایش (روند) بدل شود، ابراز می‌دارد؛ چرا که دختران، بیشتر داستان را می‌پسندند تا واقع‌گرایی را». آلن ویلیامز استدلال می‌کند که نبود یک هویت گی در یائویی از پست‌مدرن بودنِ یائویی سرچشمه می‌گیرد.

### فانتزی تجاوز
فانتزی تجاوز، درون مایه ای است که نوعاً در یائویی دیده می‌شود. آمیزش مقعدی به مثابهٔ نوعی بیان وفاداری و عشق نسبت به شریک جنسی است و در یائویی «خشونتِ هویدا» ی تجاوزْ به یک «عمل سرشار از احساس» تغییر شکل می‌دهد. در حالی که جامعهٔ ژاپن اغلبْ زنانی که در زندگی مورد تجاوز قرار گرفته‌اند را نادیده می‌گیرد یا خوارشان می‌شمارد، ژانر یائوییْ پسرانی که مورد تجاوز قرار گرفته‌اند را چنان توصیف می‌کند که هنوز «سرشار از معصومیت» اند و پس از رخداد تجاوز، همچنان مورد علاقهٔ متجاوز خود اند؛ [این] مجازی است که شاید از [مانگای یائوییِ] کازه تو کی نو اوتا سرچشمه گرفته‌است. صحنه‌های تجاوز در یائویی به ندرت همچون اعمالی بزه (شامل یک متجاوز و یک قربانی) نمایانده شده‌اند: صحنه‌هایی که در آنها یک seme به یک uke تجاوز می‌نماید به مثابه نشانی از «اختلال امیال جنسیِ» متجاوز تشریح نشده‌اند بلکه در عوض نشانه ای از «عشق مهار نشدنیِ» متجاوز (seme) به uke هستند. چنین صحنه‌هایی اغلب نوعی شگردپی‌رنگ اند که بدین منظور استفاده می‌شوند تا قربانیْ متجاوزِ خود را به سان موجودی فراتر از یک دوست خوب ببیند و نوعاً سبب می‌شود که uke در عشق seme گرفتار آید. زمینه‌های فانتزی تجاوزْ پیگیر و جویای فقدان احساس مسئولیتِ قهرمان در سکس اند و [در نهایت] به بزنگاهِ داستان می‌رسد، جایی که «قهرمان مسئولیت سکس (تجاوز) خود را می‌پذیرد».
مانگای یائویی زیر هتل مجلل _که در زمینهٔ یک زندان مردانه به نگارش درآمده_ به خاطر توصیفی واقعگرایانه تر از تجاوز مورد ستایش قرار گرفته‌است. نویسندگانی همچون فوسانوسوکه ایناریا (نگارندهٔ مانگای گل رز نورس) از عنصر تجاوز نه به مثابه کاتالیزور رمانتیک سنتی بلکه به مثابه عنصر پی‌رنگ دراماتیک تراژیک بهره می‌گیرد. سایر یائویی‌ها گرایش به این دارند که رابطهٔ دوستی ای را توصیف کنند که از شکل غیر رضایتمندانه آغاز و به شکل رضایتمندانه تغییر شکل می‌دهد؛ اما داستان‌های جناب فوسانوسوکه ایناریا از آن گونه‌هایی اند که پیوندهای دوستی از شکل رضایتمندانه آغاز و به دوستیِ غیر رضایتمندانه ختم می‌شوند؛ آن هم بیشتر به سبب فشارهای اجتماعی بیرونی ای که به روابط شخصیت‌های گی برچسب انحراف می‌زنند. داستان‌های وی هنوز فانتزیک شناخته می‌شوند، با این حال بی پرده و واقع گرایانه صحنه‌های سکسی تجاوز میان شخصیت‌ها را به نگارش می‌کشانند.

### تراژدی
داستان‌های نشریه جونه∗ با پایانِ دربرگیرندهٔ خودکشی شان محبوب بودند چرا که «تماشاگه زجر و رنج مردان» بودند. نظر مت تورن این است که در یائوییْ توصیف و تشریح آزار و اذیت (سوء استفاده) راهی است برای برخی خوانندگان که با آزار و اذیت‌هایی که خود شخصاً تجربه کرده‌اند کنار بیایند. در میانهٔ دهه ۱۹۹۰ آنچه مُد بود، پایان خوشِ [داستان] بود. زمانی که پایان‌های تراژیک نشان داده می‌شوند، علتْ خیانت و بی وفایی [یک عاشق به معشوقش] نیست بلکه تقدیرات بی رحم و ناخواستهٔ یک جهان بیرونیِ سازش‌ناپذیر است.

## نشر در ژاپن
در ۱۹۹۰، هفت نشریه ژاپنیْ درون مایهٔ BL (عشق پسرانه) را وارد محصولات خود کردند _که آغازی شد بر بازار نشر تجاری [این] ژانر. در ۲۰۰۳ حدود ۳٫۸ درصد از هفته نامه‌های مانگا به BL اختصاص یافته بودند. ارزیابی ای در سال ۲۰۰۸ تخمین زد که بازار یائویی تجاری ژاپنی سالانه نزدیک به ۱۲ بیلیون ین درآمد ناخالص داشت که از این رقم فروش رمان ماهانه ۲۵۰ میلیون ین، مانگا ماهانه ۴۰۰ میلیون ین، CDها ماهانه ۱۸۰ میلیون ین، و بازی‌های ویدیویی ماهانه ۱۶۰ میلیون ین بودند. در همین زمان، مجلات BL شامل BE-BOY, CHARA, GUSH و CIEL می‌شدند. گزارشی در ۲۰۱۰ تخمین زد که ارزش بازار یائویی در سال‌های ۲۰۰۹ و ۲۰۱۰ نزدیک به ۲۱٫۳ بیلیون ین بود.
در کنار مانگا و انیمه، بازی‌های BL (معروف به عنوان بازی‌های یائویی) نیز وجود دارند و معمولاً دربرگیرندهٔ رمان‌های دیداری (بصری) یا اروگه اند که جهت‌گیری شان حول و حوش زوج‌های مرد همجنسگرا بوده و برای مخاطبان زن اند. مانگای یائویی نیز گمان می‌رود بخش عمده بازار (مخاطبان) اش را زنان تشکیل دهد. ملاک این است که هر دوی شخصیت(ها) و موارد مؤثرْمرد هستند. بازی‌هایی که مخاطبان مرد همجنسگرا را هدف می‌گیرند ممکن است بارا نامیده شوند.

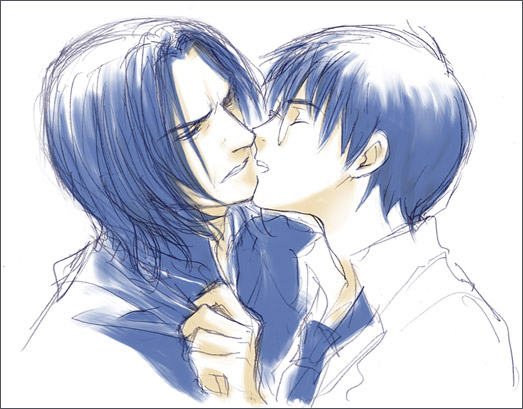
یک یائوییِ دوجینشیِ رمان هری پاتر که قهرمان داستان، هری پاتر، را در حال بوسیدن سوروس اسنیپ می‌نگارد.

### فن فیکشن
خرده‌فرهنگِ فن فیکشنِ ژاپنی که با نام دوجینشی∗ شناخته می‌شود همزمان با برابرنهاد انگلیسی اش در دهه ۱۹۷۰ ظهور کرد. شباهت‌های شاخص فن فیکشن در هر دو کشور عبارتست از بی رغبتی به ساخت روایتی استاندارد و محبوبیت ویژهٔ درون‌مایه‌های داستانی علمی–تخیلی. دوجینشی‌های اولیهْ انتشاراتِ آماتوری بودند که تحت کنترل قید و بندهای رسانه ای [و رسمی] نبودند. داستان‌ها را نوجوانانْ برای مخاطبان نوجوان نگاشته و کلاً بر پایه کاراکترهای مانگا یا انیمه‌ای که آنان نیز در نوجوانی یا ابتدای بیست سالگی شان بودند، می‌آفریدند. بیشتر دوجینشی‌ها را آماتورهایی که اغلب در "محافل (دایره‌ها)" کار می‌کنند، می‌سازند. گروه کلمپ چونان محفلِ دوجینشیِ آماتوری که با یکدیگر برای خلق نقیضهای از سن سیا∗ همکاری کردندْ آغاز به کار کرد. البته هنرمندان حرفه ای خاصی مانند کوداکا کازوما دوجینشی نیز می‌آفرینند. برخی شرکت‌های انتشاراتیْ مانگاهای دوجینشی ای که در دهه ۱۹۸۰ منتشر شدند را مورد بازبینی قرار دادند تا [نویسندگان] آماتور مستعد را شناسایی کنند، کاری که به پیدایش یوکا نیتا و چندین هنرمند دیگر انجامید. انجام این کار در دهه ۱۹۹۰ کاهش یافت اما به پیدایش شونگیکو ناکامورا نیز منتج شد.
دوجینشیِ معمولْ روابط مرد-مرد در مانگا و انیمهٔ غیر رومانتیک را ترسیم می‌کند. بسیاری از [این]محصولاتْ سرچشمه شان در آثار شونن و سینن‌های مرد-محوری است که دربرگیرنده دوستی‌های گرم مرد-مرد بوده و هوادارانْ آنان را دلالتی بر مؤلفه‌های هم‌جنس‌کامگی می‌بینند، از آن جمله می‌توان به کاپیتان سوباسا و سن سیا را نام برد؛ دو اثری که یائویی را در دههٔ ۱۹۸۰ محبوب ساختند. ناشران شونن مانگا ممکن است کالاهایی (خدماتی) با زمینهٔ همواروتیک به عنوان سرویس خواننده∗به خوانندگان BL خود ارائه دهند. مؤسس شرکت کومیکت (Comiket)∗ یوشیهیرو یونه زاوا∗ دوجینشی را شبیه «بازی کردن دختران با عروسک‌ها» توصیف کرد. هواداران یائویی ممکن است داستانی دربارهٔ دو شخصیت واقعی مرد [ــِـ داستان را با تخیل خود] ابداع کرده و دیگر شخصیت‌ها را در داستان وارد کنند. هر شخصیت مرد _از جمله شخصیت‌هایی از محصولات غیرمانگایی مانند هری پاتر وارباب حلقه‌ها یا بازی‌های ویدیویی مانند بازی چند نفرهٔ کینگدم هارتس و فاینال فانتزی یا مردم حقیقی مانند سیاستمداران_ ممکن است سوژه ای برای [خلق] یک دوجینشی شوند. مؤلفان آماتور همچنین ممکن است شخصیت‌هایی را با تجسم بخشیِ مفاهیم انتزاعی (مانند تجسم بخشی به کشورها در وب‌کامیکِ هتالیا: نیروهای محور∗)بیافرینند. در ژاپن نام گذاری دوجینشی‌ها نوعاً شامل نام‌های دو شخصیت اصلی داستان است که با علامت ضربدر از یکدیگر جدا شده‌اند، به طوری که نخست نام seme و سپس نام uke آورده می‌شود.
هر چند گاندام وینگ (Gundam Wing) فاقد محتوای رمانتیک گی است، نخستین اشتهارش در آمریکای شمالی به وسیلهٔ کارتون نت‌ورک در سال ۲۰۰۰ (پنج سال پس از پخش اولیه اش در ژاپن) خود نقطه عطفی بود بر داستان‌های یائویی که خوانندگان [ــِـ آماتور] در باختر زمین خلق می‌کردند؛ چنان‌که مک هاری در مقاله‌اش ذکر کرده (و نیز ایده‌های نظریه‌پردازان جنسی مانند جودیت باتلر و اِوِه سجویک∗) گاندام وینگ خود سبب مطالعهٔ «یائوییِ غربی گونه» می‌شود. از آن رو که فن فیکشنِ یائویی اغلب با اسلش فیکشن∗‌های غربی قیاس شدهْ مهم است که تفاوت‌های نامحسوس میان آن‌ها را دریابیم. آنتونیا لِوی می‌گوید که «چهرهٔ نوجوان در مانگای BL که خیلی راحت به آندروجینی تعبیر شده و ظرفیت تفسیرهای چندوجهی از سکس و جنسیت را داردْ چیزیست که دستیابی به آن برای اسلش نویسان بسی مشکلتر است». فارغ از این‌ها، با توجه به همپوشانی‌های ژرفی که میان دوخرده فرهنگ خوانندگان موجود استْ شباهت‌ها و پیوندهای بین یائویی و فن فیکشن اسلش نبایستی مورد غفلت قرار گیرند؛ چنان‌که کثرت اسلش فیکشن‌ها و دوجینشی∗های الهام گرفته از هری پاتر این را ثابت می‌کند.